# Zoroaster microporus
Zoroaster microporus is een zeester uit de familie Zoroasteridae.
De wetenschappelijke naam van de soort werd in 1916 gepubliceerd door Walter Kenrick Fisher.